# Swiss Travel System
 (juin 2008).
Si vous disposez d'ouvrages ou d'articles de référence ou si vous connaissez des sites web de qualité traitant du thème abordé ici, merci de compléter l'article en donnant les références utiles à sa vérifiabilité et en les liant à la section « Notes et références ».
Pour les articles homonymes, voir Swiss.
Le Swiss Travel System est la marque-ombrelle de toutes les offres des transports publics suisses pour les étrangers en Suisse. Les trains, les cars postaux, les bateaux sur les lacs et les fleuves ainsi que le transport de proximité en bus et en tramway des villes.

## L'activité
Swiss Travel System, avec ses titres de transport, est une offre globale de quelque 150 entreprises suisses de transports publics.
Pour cette offre globale, il existe des titres de transport forfaitaires, réservés à cette catégorie de clients. Le titre de transport le plus populaire est le Swiss Pass, qui offre la libre circulation sur l’ensemble du réseau Swiss Travel System pour une durée de quatre jours à un mois.

## Le fonctionnement
Swiss Travel System travaille en étroite collaboration avec Suisse Tourisme, l’entité officielle de promotion de l’offre touristique de la Suisse. Le logo de STS, la « fleur d’or », est d'ailleurs une déclinaison de celui de Suisse Tourisme.
Par ailleurs, la gestion du système est assurée par les Chemins de fer fédéraux suisses (CFF).

## Les données économiques
En 2007, 240 000 touristes étrangers ont voyagé avec un titre de transport Swiss Travel System, soit 9 % de plus qu'en 2006[réf. nécessaire].
En 2007, le chiffre d’affaires est passé à 59,3 millions de francs suisses[réf. nécessaire].
Les principaux marchés de Swiss Travel System restent la Grande-Bretagne, l'Amérique du Nord, l'Allemagne, l'Inde et le Japon, qui représentent près de 85 % du chiffre d’affaires global en 2007(?)[réf. nécessaire].
En 2007, les dirigeants misent sur les éléments suivants pour assurer la croissance[réf. nécessaire] :
- Le développement du réseau de distribution à travers le monde,
- Des tentatives d'accroissement de l’attractivité de l’offre, par exemple avec des rabais sur les offres des partenaires.
- La rapide augmentation du nombre des clients russes et coréens.